# Сёмин, Алексей Георгиевич
Алексей Георгиевич Сёмин (1914—2001) — советский оператор документального кино. Заслуженный деятель искусств РСФСР. Заслуженный работник культуры РСФСР (1969). Лауреат трёх Сталинских премий (1948, 1949, 1951). Член ВКП(б) с 1950 года.

## Биография
А. Г. Сёмин родился 5 (18) октября 1914 год в деревне Пилюгино (ныне Ясногорский район, Тульская область). Русский. Беспартийный.
В 1940 году окончил операторский факультет ВГИКа. Во время Великой Отечественной войны оператор фронтовых киногрупп. Его съёмки вошли в военную кинопериодику, специальные выпуски и документальные фильмы. Один из создателей в СССР круговой кинопанорамы. С 1963 года директор ЦСДФ.
А. Г. Семин умер 22 ноября 2001 года

## Награды и премии
- Сталинская премия второй степени (1948) — за фильм «Советская Латвия» (1947)
- Сталинская премия второй степени (1949) — за фильм «Польша» (1948)[1]
- Сталинская премия первой степени (1951) — за фильм «Победа китайского народа» (1950)
- заслуженный деятель искусств РСФСР
- Заслуженный работник культуры РСФСР (29.9.1969)[2]
- орден Отечественной войны I степени (21.2.1945)[3]
- орден Отечественной войны II степени (6.4.1985)[4]
- орден Красной Звезды (20.4.1943)[5] — за съёмки боёв подо Ржевом
- медали

## Фильмография
- 1942 — Разгром немецких войск под Москвой, День войны
- 1943 — Битва за нашу Советскую Украину
- 1944 — Освобождение Советской Белоруссии
- 1945 — Берлин, В Померании, В логове зверя
- 1947 — Советская Латвия
- 1948 — Польша
- 1950 — Победа китайского народа, Демократическая Германия
- 1954 — Париж (совместно с П. В. Русановым)
- 1955 — Северный полюс-5; На земле Древней Эллады (оба совместно с П. В. Русановым)
- 1957 — В Египте; Из глубины веков
- 1958 — Когда цветёт сакура
- 1959 — Дорога весны; Шагай, семилетка! (совместно с М. М. Глидером и А. Г. Кричевским)
- 1960 — На Венском фестивале; Намасте
- 1962 — На воде и под водой
- 1963 — Здравствуй, столица!